# Die Freundin
Die Freundin (« La Petite amie » en français) est un magazine hebdomadaire allemand, fondé en 1924 et édité jusqu'en 1933. Il s'agit du premier magazine lesbien au monde, suivi de près par Garçonne (ou appelé Frauenliebe) et Die BIF, tous deux sortis en 1926. Le périodique était édité depuis Berlin par le Bund für Menschenrecht (« Fédération des droits de l'homme », abrégée en BfM), organisation homosexuelle comptant 48 000 membre dans les années 1920, en particulier par Friedrich Radszuweit. 
Le magazine comprenait des articles sur l'actualité lesbienne mais aussi des fictions écrites par les lectrices. Plusieurs figures lesbiennes de renommée y contribuèrent, comme Selli Engler ou Lotte Hahm. La revue fit aussi de la publicité pour des boîtes de nuit lesbiennes, et un encart était réservé aux petites annonces. 
Durant la République de Weimar, Die Freundin dut faire face à des problèmes juridiques. De 1928 à 1929, le magazine fut interdit par le gouvernement en vertu d'une loi censée protéger les jeunes de la littérature « trash et obscène ». Au cours de ces années, le magazine fut édité sous un autre titre Ledige Frauen (« Femmes célibataires »). Die Freundin, ainsi que d'autres périodiques gays et lesbiens de l'époque, fut obligé de cesser définitivement sa publication à l'arrivée des nazis au pouvoir, en 1933.

## Historique des parutions
Die Freundin parut de 1924 à 1933 à Berlin et fut distribué par le Bund für Menschenrecht, organisation conjointe du Bundes fur Ideale Frauenfreundschaft (« Pacte pour les amitiés des femmes »), siégeant au Kaiser-Friedrich-Strasse 1 à Berlin en 1925. En 1927, une succursale vit le jour dans le quartier de Mitte, au Neue Jakobstraße 9.
Le magazine était disponible dans les principaux kiosques à travers toute l'Allemagne et l'Autriche. Dans les années 1924 et 1925, le prix de vente était de 30 Pfennig.
Certains numéros visaient à souligner l'importance de sa distribution de la culture lesbienne, on retrouve dans l'un d'eux des phrases comme : « Ce magazine peut être diffusé partout ! ». En plus des revenus des ventes et de ceux de la publicité, la rédaction sollicitait également des dons.
La diffusion exacte de Die Freundin reste inconnue, mais il se serait agi du magazine lesbien le plus répandu de la République de Weimar. Sa diffusion aurait été supérieure à celle de tous les autres périodiques lesbiens germanophones jusqu'aux années 1980. Suivant cette hypothèse, le tirage devait être supérieur à 10 000 exemplaires, puisqu'il s'agissait du tirage d'une publication similaire, Frauenliebe, en 1930. 
Les deux premières éditions de Die Freundin furent publiées sous forme d'encarts dans Blätter für Menschenrechte (le 8 août 1924 et le 12 septembre 1924). Les éditions suivantes furent éditées en tant que publications séparées comptant entre 8 et 12 pages. En 1925, il fut suggéré au rédacteur en chef d'augmenter le nombre de pages (jusqu'à 20 pages) ainsi que son prix à 50 Pfennig, mais la nouvelle formule échoua et l'ancien format fut conservé. Jusqu'en 1926, Die Freundin contenait une rubrique dédiée au mémorandum du Comité scientifique humanitaire par Magnus Hirschfeld. 
La première année le magazine fut mensuel, puis, à partir de 1925, il sortit toutes les deux semaines et plus tard, il devint hebdomadaire. Les éditions de 1928 étaient publiées les lundis, alors que les couvertures de 1932 citent une publication les mercredis. 
Entre juin 1928 et juillet 1929, la diffusion fut interrompue. La loi sur la protection des jeunes est promulguée. Les magazines lesbiens ne sont plus autorisés. L'éditeur opte pour la cessation temporaire d'activité et lance une nouvelle revue appelée Ledige Frauen, celle-ci compte un ensemble de 26 numéros. L'éditeur, Friedrich Radszuweit la considérait comme un substitut à Die Freundin. En juillet 1929, Die Freundin  fut de nouveau édité, mais deux ans plus tard, en mars 1931, le magazine fut une nouvelle fois victime de la loi « Schund-und-Schmutz » (« Peste et saleté »).
Le 8 mars 1933, le dernier numéro de Die Freundin sortit. Comme tous les périodiques gays et lesbiens, il fut considéré « dégénéré » et dut cesser sa publication.

## Public cible
Die Freundin vise principalement sur les femmes lesbiennes, tout en incluant des articles sur la transidentité. Grâce à ses rapports réguliers, aux publicités et événements liés à la culture lesbienne de Berlin, le magazine tient un rôle semblable à un journal local. Les lectrices de Die Freundin sont avant tout des femmes modernes et indépendantes.

## Équipe de rédaction
À ce stade, il est presque impossible de retracer qui a exactement joué quels rôles éditoriaux. Au début, c'est Aenne Weber qui est la rédactrice en chef. Elle est aussi la première présidente du groupe de femmes du BfM, de 1924 à 1925. En 1926, le poste revint à Irene von Behlau. Puis l'année suivante, c'est Elisabeth Killmer qui lui succède et de 1928 à 1930, c'est au tour de Bruno Balz. À partir de 1930, c'est Martin Radszuweit qui prend sa place. 
Die Freundin s'adressait principalement aux lesbiennes, mais n'a pas été écrit exclusivement par elles. Il a existé une fluctuation relativement importante parmi les personnes contributrices. L'autrice régulière la plus célèbre est probablement Ruth Margarete Roellig, qui rejoignit le magazine en 1927. Elle était non seulement l'autrice de Berlins lesbische Frauen (1928), un guide contemporain à travers la sous-culture lesbienne de Berlin, mais avait également suivi une formation de rédactrice en 1911. Elle était une des rares écrivaines professionnelles de l'équipe. D'autres autrices faisaient partie de l'équipe de rédactions comme les militantes, Selli Engler et Lotte Hahm. 
Dès 1925, la rédaction sollicita les lectrices pour qu'elle soumissent leurs propres écrits. Dans des rubriques telles que « Lettres pour Die Freundin » ou « Nos lectrices ont le mot », les abonnées pouvaient partager leur image de soi et leurs expériences lesbiennes. Aujourd'hui, ces textes sont des témoignages précieux sur la vie des lesbiennes en Allemagne, à cette époque. Dans une publicité de 1932, l'équipe de rédaction expliquait en ce sens que « chaque lectrice peut nous envoyer des manuscrits, nous sommes heureux que nos lectrices participent au magazine puisqu'il est publié pour elles »[réf. nécessaire].

## Structure du magazine

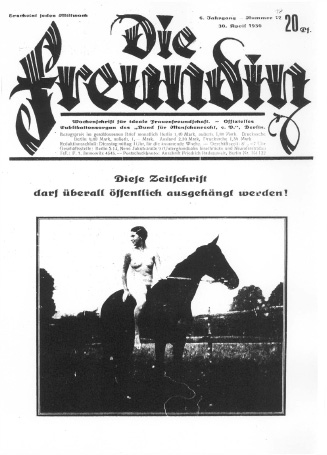
Couverture du numéro du 23 avril 1930.

La mise en page de Die Freundin était relativement simple et est restée la même tout au long du tirage. On retrouvait une page de couverture, suivie d'un cahier d'articles, sans ordre défini. En quatrième de couverture figuraient un ou deux encarts de petites annonces.

### Couverture
Hormis les toutes premières éditions, qui commençaient directement par des articles, des photographies de femmes (parfois nues) figuraient régulièrement en une - parfois à la demande du lectorat[réf. nécessaire]. Quelques poèmes issus du magazine se retrouvaient également fréquemment sur la couverture.

### Contenu éditorial
La section d'articles comprenait à parts égales de courtes histoires, des nouvelles, des poèmes, des revues de presse et des lettres à l'éditeur. De petites publicités étaient dispersées dans le magazine, mais il n'y a aucune trace d'illustrations. Le magazine tint un rôle éducatif et politique. 

#### Articles non fictionnels
Chaque numéro de Die Freundin proposait plusieurs articles sur différents sujets, y compris des articles sur des questions historiques liées à l'histoire des lesbiennes, des articles traitant des problèmes quotidiens des femmes lesbiennes en Allemagne, mais aussi des articles culturels, scientifiques ou médicaux liés à l'homosexualité. Il y avait aussi des contributions à des thèmes littéraires et dédiées à la vie sociale de Berlin.

##### Homosexualité
En tant que l'un des premiers et plus populaires médias lesbiens des années 1920, Die Freundin offrait un espace d'analyse et de discussion de l'identité lesbienne. Les articles d'opinions, comme ceux de Magnus Hirschfeld et de son Comité scientifique humanitaire, occupaient une place centrale.
Un texte de Johanna Elberskirchen datant de 1929 et intitulé « L'amour du troisième sexe » est présenté dans une version courte dans Die Freundin sous le titre « Qu'est-ce que l'homosexualité ? ». Il l'avance l'idée selon laquelle l'homosexualité est une prédisposition innée et naturelle ; et que les personnel homosexuelles constituaient un « troisième sexe ». La philosophie de Die Freundin rejoignait les théories scientifiques sexuelles de l'époque. Cette reconnaissance du « naturel » de l'homosexualité a conduit à la conclusion que les personnes LGBT, y compris les lesbiennes, avaient droit à la pleine reconnaissance sociale.
En 1930, le magazine est, à plusieurs reprises, en désaccord avec Magnus Hirschfeld. Celui-ci est critiqué pour avoir fréquemment condamné l'homosexualité quelque chose d'inférieur ou d'anormal, contribuant ainsi à la stigmatisation des personnes homosexuelles.

##### Identité lesbienne et bisexuelle
Malgré la participation d'hommes parmi l'équipe de rédaction, Die Freundin demeure un média dans lequel les lesbiennes ont pu trouver l'espace nécessaire pour débattre et définir leur identité et leurs rôles dans la société.
La thèse dite du « troisième sexe » selon laquelle les personnes homosexuelles n'appartenaient pas aux deux sexes établis, a progressivement gagné du terrain. Un article au sujet des femmes bisexuelles, publié dans l'un des numéro de la revue, aboutit à des allégations selon lesquelles les femmes bisexuelles sont « vicieuses » et « perverses ». Cette publication donne lieu à des réponses par lettre de la part des lectrices. Elles plaident, par exemple : « Ne touchez pas aux corps qui aiment les deux sexes pour la luxure ! » et « ce comité de femmes devrait être combattu par des femmes homosexuelles. » La non reconnaissance des femmes bisexuelles vient de la vision biologique de l'homosexualité, alors très à la mode.
La dichotomie généralisée des lesbiennes « masculines » par rapport aux « féminines » (similaire à la répartition des rôles de butch et de fem d'aujourd'hui) conduit à des discussions sur la contribution de ces rôles dans la promotion et le renforcement des stéréotypes.

#### Contenu «travesti» (Die Welt der Tranvestiten)
Entre 1924 et 1933, le magazine contient une rubrique intitulée Die Welt der Transvestiten (« Le monde des travestis »), présentant au public des informations sur le travestissement, des lettres écrites par des travestis, des comptes-rendus d'événements pertinents pour la communauté travestie, etc.. Ainsi, lorsque BfM met en place un groupe de soutien et de sensibilisation appelé « la Coalition des Travestis » (Zusammenschluss der Transvestiten), Lina Es en développe le programme dans cette rubrique ; la même année, elle publie un article sur le rapport des travestis à la police ("Die Transvestiten und die Polizei"). En 1929, une travestie d'Essen nommée Toni Simon a l'occasion d'écrire une lettre dans cette rubrique racontant son procès pour « grober Unfug » (trouble à l'ordre public, parce qu'elle était habillée en femme), auquel elle s'est rendue en habits de femme, et a dû payer une amende.

##### Mouvement féministe
Les articles de Die Freundin dédié au mouvement féministe sont très rares. Die Freundin n'a pas noué d'alliance spécifique avec le mouvement féministe de l'époque, même si en 1924 le magazine affirmait qu'il « défendrait l'égalité des droits des femmes dans la vie socialer[réf. nécessaire] ». Aucun des sujets du mouvement féministe n'était couvert dans le magazine, que ce soit le contrôle des naissances, l'avortement, le droit au divorce. C'est l'expérience des lesbiennes qui a été privilégiée, même si un sujet tel que l'égalité aurait pu être lié à des enjeux existants du mouvement féministe.

##### Politique
L'un des thèmes centraux de Die Freundin a toujours été les obstacles sociaux et politiques auxquels les lesbiennes étaient confrontées. Malgré la vivacité de la vie homosexuelle dans le Berlin de la République de Weimar, le lesbianisme n'était pas accepté par la société. C'est la raison pour laquelle des textes politiques portant sur l''actualité, rapports et d'analyses des conditions sociales et politiques en ce qui concerne les homosexuels, ou encore d'appels à l'action, ont été inclus, tout au long de l'histoire du magazine. Le lectorat ne semblait, cependant, pas très concerné par ces sujets.
L'enracinement de Die Freundin dans une association dominée par les hommes a conduit à des publications régulières d'appels à l'abolition du paragraphe 175 qui ne concernait pas directement les femmes homosexuelles. En effet, le texte du code pénal visait principalement les comportements homosexuels des hommes. Des appels à l'abolition apparaissaient régulièrement dans les éditions du Bundes für Menschenrecht, sans référence explicite aux lesbiennes.
Dans l'ensemble, Die Freundin est resté assez hésitant sur les questions politiques. Bien qu'Irene von Behlau ait appelé à voter pour le Parti social-démocrate dans son article « La lesbienne et l'élection du Reichstag » du 14 mai 1928, à partir de 1930, une sorte de neutralité est choisie. D'après les statistiques, le BfM comptait autant de membres de gauche et de droite. Seule une consigne de vote pour les partis qui œuvreraient à l'abolition du § 175 a été émise. À la médiatisation de personnes homosexuelles parmi les proches d'Adolf Hitler, l'éditeur Friedrich Radszuweit lui a écrit une lettre ouverte en août 1931 l'encourageant « à permettre à ces députés de voter pour l'abolition du § 175 ». Cependant, tous les efforts semblent avoir échoué à impliquer politiquement les lecteurs de Die Freundin. Il y avait régulièrement des plaintes au sujet de la passivité présumées du lectorat.

#### Textes de fiction
La section littéraire de Die Freundin se composait de nouvelles, de romances et de poèmes sur l'amour lesbien. En outre, il y avait toujours des recommandations et des critiques de livres, dont beaucoup étaient publiées par les éditions de Friedrich Radszuweit.
Les textes de fiction ont contribué à la popularité du magazine. Ils étaient écrits par les lectrices et considérés comme triviaux et sans grande importance. Cependant, ils ont joué un rôle crucial dans la description du quotidien des lesbiennes. Ces histoires évoquaient l'expérience amoureuse des femmes, les recherches pour trouver une partenaire et les discriminations de l'époque. Doris Claus souligne la valeur libératrice de l'œuvre dans son analyse du roman Arme Kleine Jett de Selli Engler, qui figurait dans Die Freundin en 1930. En imaginant un mode de vie lesbien libre, sans conflits ni stigmates, au sein de la scène artistique berlinoise, il a créé une vision du monde dans laquelle les lesbiennes pourraient s'imaginer vivre.
Hanna Hacker et Katharina Vogel considèrent les moyens stylistiques de la « littérature banale » comme cruciaux pour comprendre la condition lesbienne, puisque l'utilisation de « stéréotypes par les femmes lesbiennes contribue à développer et à stabiliser leur propre culture ».

### Petites annonces
Les encarts pour petites annonces figuraient toujours au dos du magazine. En plus des annonces pour entrer en contact avec d'autres femmes, on y retrouvait principalement des offres d'emploi, des avis d'événements et des annonces pour des entreprises locales. Seuls les membres du Bund für Menschenrech pouvaient diffuser leurs annonces, ce qui a conduit de nombreuses entreprises à devenir membres afin de pouvoir figurer en quatrième de couverture. Cette méthode d'adhésion a renforcé l'importance de l'association dans le mouvement gay et lesbien, d'autant plus que le lectorat était incité à ne visiter que les lieux recommandés par BfM.

#### Annonces personnelles
Il existait dans le magazine deux principaux types d'annonces personnelles. Le premier présentait des lesbiennes ou des personnes trans à la recherche de partenaires. Les personnes à l'origine de l'annonce utilisaient les codes de la sous-culture, tels que « Mademoiselle, 28 ans, à la recherche d'une petite amie instruite », « La femme souhaite une amitié sincère avec une dame bien disposée » ou « Où rencontrer une fille de milieu aisé ? ». L'autre sorte d'annonce personnelle était les publicités pour les soi-disant « compagnons ». Il s'agissait pour les lesbiennes de trouver un homme homosexuel afin de contracter un mariage. Le statut de cette union permettait d'être plus ou moins protégé des discriminations homophobes. 

#### Publications d'événements
La section des petites annonces contenait également des avis pour des événements et publicités pour des lieux (« clubs de femmes ») lesbiens, principalement à Berlin. Ces « clubs de femmes » étaient remarquablement grands. On sait par exemple que 350 adhérentes étaient présentes à la quatrième réunion du Violetta Club. Le « Club Erato », annoncé dans Die Freundin, louait, quant à lui, des salles de danse d'une capacité de 600 personnes.

## Impact
À l'époque de la République de Weimar, nombreux magazines et journaux consacrés à l'homosexualité (bien que portant principalement sur les hommes), ont conduit à un marché pour la presse lesbienne. Trois publications sont connues aujourd'hui : Die Freundin, Frauenliebe (1926-1930) et Die BIF – Blätter Idealer Frauenfreundschaften (probablement vers 1926-1927). Cependant, en étant fondé en 1924, Die Freundin est le magazine lesbien le plus distribué au monde. Jusqu'à l'interdiction de tous les journaux traitant de l'homosexualité en 1933, il s'agissait de la publication lesbienne la plus ancienne de la République de Weimar.
Du point de vue contemporain, Die Freundin est considéré comme « probablement le plus populaire » des magazines lesbiens et un « symbole de l'identité lesbienne à Berlin dans les années 1920 ». Florence Tamagne parle de Die Freundin comme d'un « revue acceptée qui est devenue un symbole du lesbianisme dans les années 1920 ». Günter Grau le considère comme « le magazine le plus important pour les femmes lesbiennes dans la République de Weimar des années 1920. » Angeles Espinaco-Virseda qualifie Die Freundin de « publication dans lequel la science, la culture de masse et la sous-culture se chevauchent », un magazine « qui s'adressait directement aux femmes, articulait leurs aspirations et leur offrait de nouveaux concepts et choix pour les rôles de genre, la sexualité et les partenariats ; et par conséquent offrait un sens différent de l'identité lesbienne. »
Les lectrices ont aussi témoigné de l'importance de la revue. Angeles Espinaco-Virseda cite une lectrice avec les mots : « Grâce au magazine, j'ai appris des informations précieuses sur moi-même et que je n'étais, en aucun cas, unique dans ce monde. » Malgré la popularité du magazine, Charlotte Wolff, qui vivait alors à Berlin et était lesbienne, rapporte, après avoir lu les magazines pour la première fois en 1977 : « Je n'avais jamais entendu parler de Die Freundin au moment de sa parution ».